# 南寧作戦
南寧作戦（なんねいさくせん）とは、日中戦争中の1939年11月15日から12月1日までの間、「援蔣ルート」の遮断を目的として広西省の南寧を攻略した日本軍の作戦である。中国側呼称は桂南会戦。

## 背景
日中戦争が長期持久段階に入るにつれ、中国と欧米列国を結ぶ補給連絡路（援蔣ルート）の遮断が日本の対中戦略の重要な問題として浮上してきた。援蔣ルートの中でも、特に「仏印ルート」は1938年（昭和13年）頃から輸送量が約4倍に増え、その重要性を増していた。日本は外交折衝でフランスに対して再三禁絶を申し入れていたが、仏印ルートを通じて対中貿易を行うアメリカ・イギリス2国の利害も絡んでいたため交渉は進展せず、成果を収めるには至らなかった。
1939年（昭和14年）に入ると、南寧を攻略して援蔣ルートを遮断し、更には奥地爆撃の航空基地を設定しようと言う意見が海軍側から提唱された。一方で陸軍の関心は対ソ連軍備に向けられ、この時期ノモンハン事件の対応に追われておりこの提案を無視していた。しかしノモンハン事件の責任を負って統帥部首脳が交代すると、新作戦部長に就いた富永恭次少将は南寧作戦の実行に熱意を示し、ノモンハンへ投入予定だった第5師団を満州から転用して実行することになった。作戦は南寧―竜州間の補給路遮断が目的とされた。竜州は仏印との国境に近く、従来までは国際紛争を懸念して見送られてきたが、欧州大戦勃発による情勢の変化が作戦実行を後押しする形となった。英・仏が対独戦に拘束され、極東を顧みる余裕が無くなった好機に南寧を占領することで、将来的には北部フランス領インドシナ（仏印）への足掛かりにしようとする狙いもひそんでいたのである。

## 参加兵力

### 日本軍
- 第21軍 - 軍司令官：安藤利吉中将 （軍主力は広東省で翁英作戦を展開）
  - 第5師団 - 師団長：今村均中将
    - 及川支隊 - 歩兵第9旅団長：及川源七少将
    - 中村支隊 - 歩兵第21旅団長：中村正雄少将

  - 台湾混成旅団 - 旅団長：塩田定市少将
- 協力部隊 - 第二遣支艦隊、第3連合航空隊

### 中国軍
- 桂林行営 - 主任：白崇禧
  - 第16集団軍 - 総司令：夏威 （広西軍の6個師）
    - 第31軍 - 軍長：韋雲淞 （第131師、第135師、第188師。）
    - 第46軍 - 軍長：何宣 （第170師、第175師、新編第19師。）

  - 第200師 （中央軍第5軍所属の機械化部隊）

## 経過（南寧攻略まで）
海南島三亜湾から約70隻余りの輸送船団に乗った日本軍は、11月15日、16日にかけて欽州湾岸へ上陸した。荒天の中での上陸作戦であったため中国軍の不意をついたかたちとなり、日本軍部隊は大きな抵抗を受けず上陸に成功した。
上陸後、第5師団は三縦隊となり、逐次抵抗しながら後退する中国軍を追撃した。中国軍は邕江（南寧の南を流れる幅250mの河）北岸に退却し、一部が残って北岸を守備した。第5師団は9月22日夕方、邕江南岸に到着し、中村支隊で南寧南東地区から、及川支隊で南寧西方地区から攻撃することにした。両支隊は、兵士が泳いで対岸から奪取してきた民船を使い邕江を強行渡河した。対岸の市街は中国軍第135師が守備しており、中村支隊先遣隊に対し夜間に28回にも及び白兵戦で逆襲をおこなうなど、その抵抗は頑強であった。日本軍は11月24日に南寧市内へ突入し、軍司令部など重要拠点を占領した。その後2日間にわたって市内の掃討がおこなわれ、一部部隊は周辺高地を確保した。台湾混成旅団は上陸後の11月17日に欽県を攻略し、欽寧公路（欽県―南寧間の兵站線）を確保した。作戦間、海軍航空機は対地攻撃を行なって地上部隊を支援している。11月20日に欽県に進出した第21軍司令部は、26日に「欽寧兵団」として全部隊の指揮権を第5師団長・今村均中将にゆだねて広東に引きあげた。
12月1日までの中国軍の損害は遺棄死体6,125、捕虜664人、対して日本軍の損害は戦死145人、戦傷315人であった。また南寧市において鉛塊300トン、石炭200トン、木綿500梱、綿糸321トン、鉄30トン、鉄棒14本、錫60トンの軍用物資を鹵獲した。

## 南寧攻略後の状況
南寧攻略後、今村中将は各部隊を南寧周辺に配置して警備体制を敷いた。12月2日、南寧北東の八唐を警備する騎兵第5連隊と森本大隊が、戦車4両と有力な砲兵と伴った中国軍約1,500人の攻撃を受けた。これに対し日本軍は中村支隊が出撃、中国軍（第200師、第188師）を撃破して、さらに前進し崑崙関を占領した。その後、中村支隊は1個大隊に崑崙関を確保させて南寧へ帰還した。

### 広西派への呼びかけ
南寧は李宗仁・白崇禧将軍ら広西軍閥の本拠地で、1932年（昭和7年）に日本から広西軍へ山砲など重火器類を売却した際、日本軍の軍事顧問団がその使用教育のために約1年間招かれていたことがあった。そうした経緯もあり日本軍の中では、”反蔣派”の李・白両将軍をうまく誘いかければ、蔣介石（重慶政府主席）に対して反旗を翻すのではないかとの微かな期待が寄せられていたのである。
参謀兼特務機関長として第5師団に臨時配属されていた中井増太郎大佐も、かつての顧問の一人であった。12月7日ごろ、中井大佐の旧使用人（南寧北方に在住）がやって来て、「蔣介石直系軍の約10万人がまもなく前進してくると評判」と告げた。今村中将は、南寧北方の山岳地帯を10万の大軍が通過することは考えられないと判断して、この情報を取り上げなかった。
12月10日、今村中将は『白崇禧、李宗仁将軍に与ふる書』という「提携か、戦闘か」の応答を求めた通電を両将軍宛に発した。この時期中国に対する様々な謀略工作が行われ、広西軍閥への接触もそのひとつであった。しかし事変3年目を迎え、日本の困窮ぶりを熟知している中国が抗戦の態度を崩すことはなく、数多く展開される謀略路線も日本の弱味をかえって暴露するだけの結果となった。
12月4日（12月7日とも）、南寧の奪回を重視する蔣介石軍事委員長は、中央軍部隊を華中から広西省へ転用し、従来軽易に使用しなかった機械化部隊（第5軍）も投入して総反攻を行うことに決定していた。湖南、四川、広東など各地から合計19個師（約15万人）が南寧周辺に集結し、12月17日、総指揮官・白崇禧から反撃命令が発令された。そして、その第一波である第5軍（3個師）が崑崙関の日本軍陣地に攻撃を開始した。

### 竜州攻略
海軍機の偵察によれば仏印国境から竜州間のトラックの往来が激しくなっており、日本軍が南寧を占領したことで、竜州に集積された物資が仏印へ送り返されていると観測された。この「敵性物資」を搬出前に取り押さえて獲得するため、11月17日、及川支隊（歩兵第11連隊基幹）が竜州方面へ派遣された。（この日、崑崙関での戦闘が始まったが、日本軍の戦力は竜州派遣等で分散していた。）及川支隊は連日不休の行軍と、破壊された道路の工事を繰り返し、21日に竜州と鎮南関を占領した。
及川支隊が押収した鹵獲品は、自動車約100両、ガソリン及び重油220万リットル、電気銅・鉄棒各2,000本、鉛180トン、錫6.8トン、タングステン約1トン、小銃395丁、機関銃71挺などであった。しかし、支隊は急遽南寧へ帰還するよう命令を受けたので、運搬する手段もなく、焼却または湖川投棄の処分をして、24日南寧へ引き返した。
竜州攻略までは特に大きな戦闘は起こらなかったが、反転するころには中国軍の南寧方面への反攻が始まっており、及川支隊主力に先立って反転した伊藤大隊（長：伊藤敏大尉。歩兵第11連隊第3大隊）は途中待ち受けていた中国軍第131師と交戦した。その後伊藤大隊は、海軍機の支援を受けて強行突破し南寧へ帰還した（戦死69人、負傷125人）。竜州作戦の総合戦果は、遺棄死体1,600、捕虜17人、日本軍の損害は、戦死105人、負傷252人だった。